# Letiště Olomouc
Letiště Olomouc je vnitrostátní veřejné letiště. Nachází se 3,8 km západně od středu města Olomouce na kraji městské části Neředín. Provozovatelem letiště je město Olomouc. Letiště slouží převážně pro sportovní létání, aerotaxi, parašutistům a Hanáckému aeroklubu. V blízkosti areálu letiště se nachází základna letecké záchranné služby. Letiště v Neředíně patří spolu s letištěm ve Kbelích (1918) a v Chebu (1917) mezi nejdéle provozovaná letiště v České republice.

## Historie
V roce 1905 sem bylo přemístěno vojenské cvičiště. Na něm pak přistál 21. srpna 1910 Ing. Jan Kašpar se svým Blériotem. Šlo o první přistání a vzlet letadla těžšího vzduchu na území Moravy a Slezska. V průběhu 1. světové války sloužilo vojenské cvičiště jako záložní letiště.
Po vzniku samostatného Československa bylo již 30. prosince 1918 nařízením Ministerstva Národní Obrany (MNO) rozhodnuto o zřízení letiště. Letiště se stalo působištěm 2. Leteckého pluku a Hlavních leteckých dílen.
Po celou dobu existence letiště využívaly toto letiště kromě vojenských jednotek i civilní organizace. Svá letadla zde měla Brněnsko-olomoucká společnost Aero-Lloyd Ing. Harabuse, hangárovala zde i letadla továrníka Bati. Největším civilním uživatelem byla od roku 1928 místní župa Masarykovy letecké ligy (M. L. L.), její propagační letka a plachtařský odbor.
V průběhu 2. světové války využívala letiště německá Luftwaffe.
Po 2. světové válce již letiště svými parametry neodpovídalo vojenskému využití (převážně z důvodu nástupu proudových letadel), proto bylo postupně uvolněno k civilnímu využití. Koncem roku 1955 byly některé budovy na letišti uvolněny a předány Svazarmu. Na letiště byl v letech 1956–1960 přemístěn Hanácký aeroklub ze zrušeného letiště Olomouc-Holice.
V šedesátých letech došlo opět k rozšíření využití letiště pro vojenské účely. V roce 1962 přišel do Olomouce 2. vrtulníkový pluk. Byla naplánována dostavba a rozšíření letiště. Práce však přerušila sovětská okupace v roce 1968. Letiště obsadila sovětská vojska. Vrtulníkový pluk byl nucen se přesídlit do Prostějova a brzy na to odešel i Hanácký aeroklub na letiště do Vyškova.
Na olomouckém letišti byly umístěny vojenské jednotky Střední skupiny vojsk. Letiště využíval 490. samostatný vrtulníkový pluk (OVP) armádního letectva, skládající se ze dvou letek vybavených vrtulníky Mi-24, Mi-8, Mi-17. V areálu kasáren došlo v letech 1970–1973 k budování nových velkých opravárenských hal automobilové techniky. V osmdesátých letech pak došlo k dostavbě nové zpevněné dráhy a nových stojánek pro vrtulníky.
Po odchodu sovětské armády v roce 1990 na letiště vrátilo civilní a sportovní létání. Hanácký aeroklub obnovil svou činnost a od města si pronajal řadu objektů. Byla obnovena travnatá vzletová a přistávací dráha v původním směru. Zpevněné dráhy byly využívány UL sportovními letadly. V roce 1995 město Olomouc zřídilo městské letiště ve své správě. Letiště získalo status vnitrostátního letiště, od roku 2001 status mezinárodního letiště. Letiště se velmi osvědčilo při katastrofálních povodních v roce 1997.
V novém tisíciletí došlo k omezení letiště a jeho novému využití. Kvůli stavbě dálnice D35 byla zrušena zpevněná dráha 15-33, hlavní vzletové a přistávací dráhy byly zkráceny. V dubnu 2007 započala první etapa asanace prostoru bývalých kasáren, kontaminovaného nebezpečnými látkami. Byly zbourány administrativní budovy podél cesty, historické montované hangáry typu Pícha, hangár Wagner, železobetonový hangár. Pozitivními událostmi bylo naopak pravidelné pořádání městského leteckého dne, drakiád a dalších akcí určených široké veřejnosti.
V letech 2009–2015 bylo v bývalých sovětských opravárenských halách umístěno letecké muzeum, později přestěhované do Koněšína. Další objekty čeká v nejbližších letech nové využití.

## Provoz
Letiště je vybaveno pro lety VFR (podle vidu), provoz je zajištěn cca od východu slunce do jeho západu. Na letišti je k dispozici bufet. Druh paliva: AVGAS 100LL.